# Vîsoke, Tetiiv
Vîsoke (în ucraineană Високе) este o comună în raionul Tetiiv, regiunea Kiev, Ucraina, formată numai din satul de reședință.

## Demografie
Componența lingvistică a comunei Vîsoke
     Ucraineană (98,54%)
     Rusă (1,33%)
     Alte limbi (0,13%)
Conform recensământului din 2001, majoritatea populației comunei Vîsoke era vorbitoare de ucraineană (98,54%), existând în minoritate și vorbitori de rusă (1,33%).